# Weronika Bartnowska
Weronika Bartnowska (* 16. Mai 2000) ist eine polnische Leichtathletin, die in allen Sprintbewerben an den Start geht.

## Sportliche Laufbahn
Erste Erfahrungen bei internationalen Meisterschaften sammelte Weronika Bartnowska im Jahr 2018, als sie bei den U20-Weltmeisterschaften in Tampere mit der polnischen 4-mal-400-Meter-Staffel mit 3:38,23 min den Finaleinzug verpasste. 2023 siegte sie bei den World University Games in Chengdu in 3:32,81 min in der 4-mal-400-Meter-Staffel und verhalf der 4-mal-100-Meter-Staffel zum Finaleinzug und trug somit zum Gewinn der Silbermedaille bei.
2023 wurde Bartnowska polnische Meisterin in der 4-mal-400-Meter-Staffel.

## Persönliche Bestleistungen
- 100 Meter: 11,63 s (+1,2 m/s), 21. Juli 2023 in Warschau
- 200 Meter: 23,43 s (+1,3 m/s), 21. Juli 2023 in Warschau
- 400 Meter: 53,53 s, 4. Juni 2023 in Chorzów
  - 400 Meter (Halle): 54,63 s, 18. Februar 2023 in Toruń